# Napster
Napster (New artist program) — файлообменная пиринговая сеть, созданная Шоном Фэннингом (при участии Шона Паркера и Джордана Риттера) и действовавшая в период с июня 1999 года по июль 2001 года, когда он посещал Северо-Восточный университет в Бостоне. Названием сервиса стал псевдоним Шона. Napster был первым широко используемым p2p (peer-to-peer) файлообменным сервисом и оказал сильное влияние на людей, использующих интернет. Сервис позволял легко обмениваться музыкальными файлами с другими людьми, что привело к обвинениям в нарушении авторских прав со стороны музыкальной отрасли. Несмотря на то, что сервис был остановлен по решению суда, он привёл к появлению децентрализованных peer-to-peer сетей, контролировать которые гораздо сложнее.
В настоящий момент торговая марка и логотип сервиса используются платным сервисом Napster 2.0 .

## Истоки
Шон Фаннинг в компании с двумя своими онлайн-друзьями — Джорданом Риттером из Бостона и Шоном Паркером из Вирджинии — запустил первую версию Napster в июне 1999. Фаннинг хотел найти более лёгкий способ обмениваться музыкой в формате MP3, чем посредством IRC или Lycos. После рассмотрения всех аспектов деятельности компании Джоном Фанингом, дядей Шона, последний получил 30 % акций компании. Остальное отошло к его дяде.
Napster являлась peer-to-peer сетью, хотя и использовала централизованное управление для получения списка подключённых компьютеров и их списка предоставляемых файлов, так как обмен файлами происходил непосредственно без участия центрального сервера. Такой принцип работы очень похож на протокол IRC. Хотя и существовали сети, облегчающие обмен файлами (напр., IRC, Hotline, USENET), Napster специализировалась исключительно на музыке в формате MP3 и предоставляла удобный интерфейс. Результатом стала система, чья популярность генерировала огромный выбор музыки для скачивания.
Хотя музыкальная индустрия провозгласила обмен музыкой посредством p2p-сетей воровством, многие пользователи Napster считали такие закачки оправданными по многим причинам. Многие считали, что к середине 90-х качество новых альбомов снизилось к уровню, когда типичный альбом содержал только одну-две хорошие песни и «музыкальный наполнитель» — песни-пустышки. Поэтому они были благодарны Napster за возможность скачать несколько песен без необходимости платить за весь альбом. Также Napster предоставлял прекрасную возможность меломанам обмениваться песнями, которые сложно найти — старыми записями и песнями с концертов, бутлегами. Также у пользователей появилась возможность скачать музыку, которую они приобрели до популяризации компакт-дисков (например, на виниловых пластинках, кассетах), в оцифрованном виде.

## Закрытие
Причиной закрытия Napster стало появление в 2000 году демоверсии песни «I Disappear» группы Metallica за несколько дней до её официального выхода. Это не понравилось участникам группы, в особенности барабанщику Ларсу Ульриху, по чьей инициативе и был составлен иск против компании. Музыканты затеяли судебную тяжбу с Napster, заодно учинив иск университетам Южной Калифорнии, Йеля и Индианы за то, что их руководство не воспрепятствовало бесплатному распространению. В итоге, в 2001 году Metallica и Napster пришли к некоторому соглашению.
После предложения о покупке за 2,43 млн долларов контрольного пакета акций, сделанного компанией развлечений для взрослых Private Media Group, бренд и логотипы были приобретены на аукционе банкротов компанией Roxio, Inc, которая использовала их для преобразования музыкального интернет-сервиса PressPlay в платный сервис Napster 2.0.

## Napster сегодня
В сентябре 2008 года музыкальный сервис Napster был выкуплен американской компанией Rhapsody и в настоящее время является онлайн-магазином музыки.